# Terrefondrée
Terrefondrée ist eine französische Gemeinde mit 65 Einwohnern (Stand 1. Januar 2022) im Département Côte-d’Or in der Region Bourgogne-Franche-Comté. Sie gehört zum Kanton Châtillon-sur-Seine und zum Arrondissement Montbard. 
Sie grenzt im Norden an Recey-sur-Ource, im Osten an Bure-les-Templiers, im Süden an Saint-Broing-les-Moines und im Westen an Montmoyen.

## Bevölkerungsentwicklung
| Jahr                       | 1962 | 1968 | 1975 | 1982 | 1990 | 1999 | 2008 | 2016 |
| -------------------------- | ---- | ---- | ---- | ---- | ---- | ---- | ---- | ---- |
| Einwohner                  | 118  | 112  | 73   | 78   | 65   | 60   | 60   | 63   |
| Quellen: Cassini und INSEE |      |      |      |      |      |      |      |      |

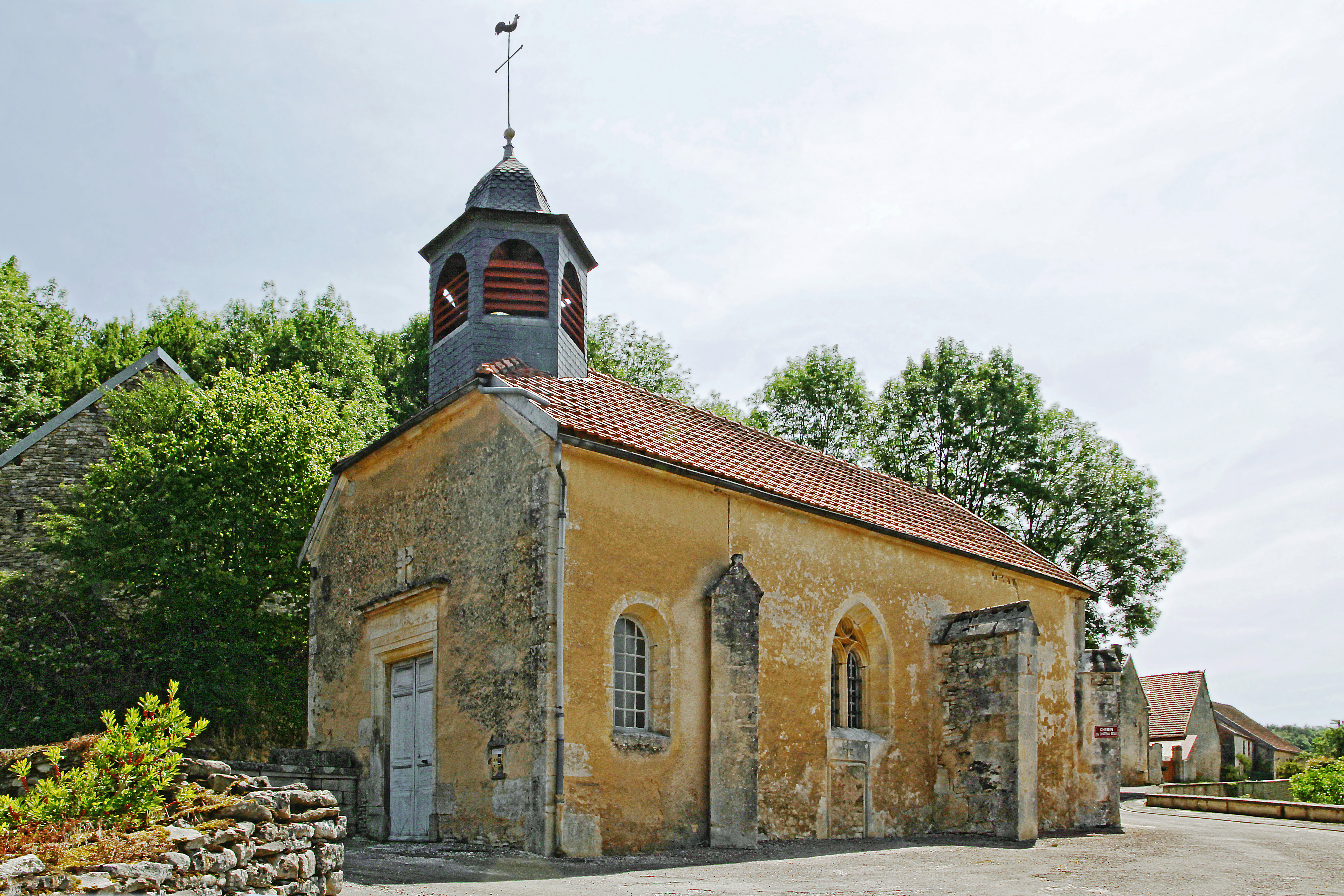
Kapelle Saint-Cyr de Châtellenot
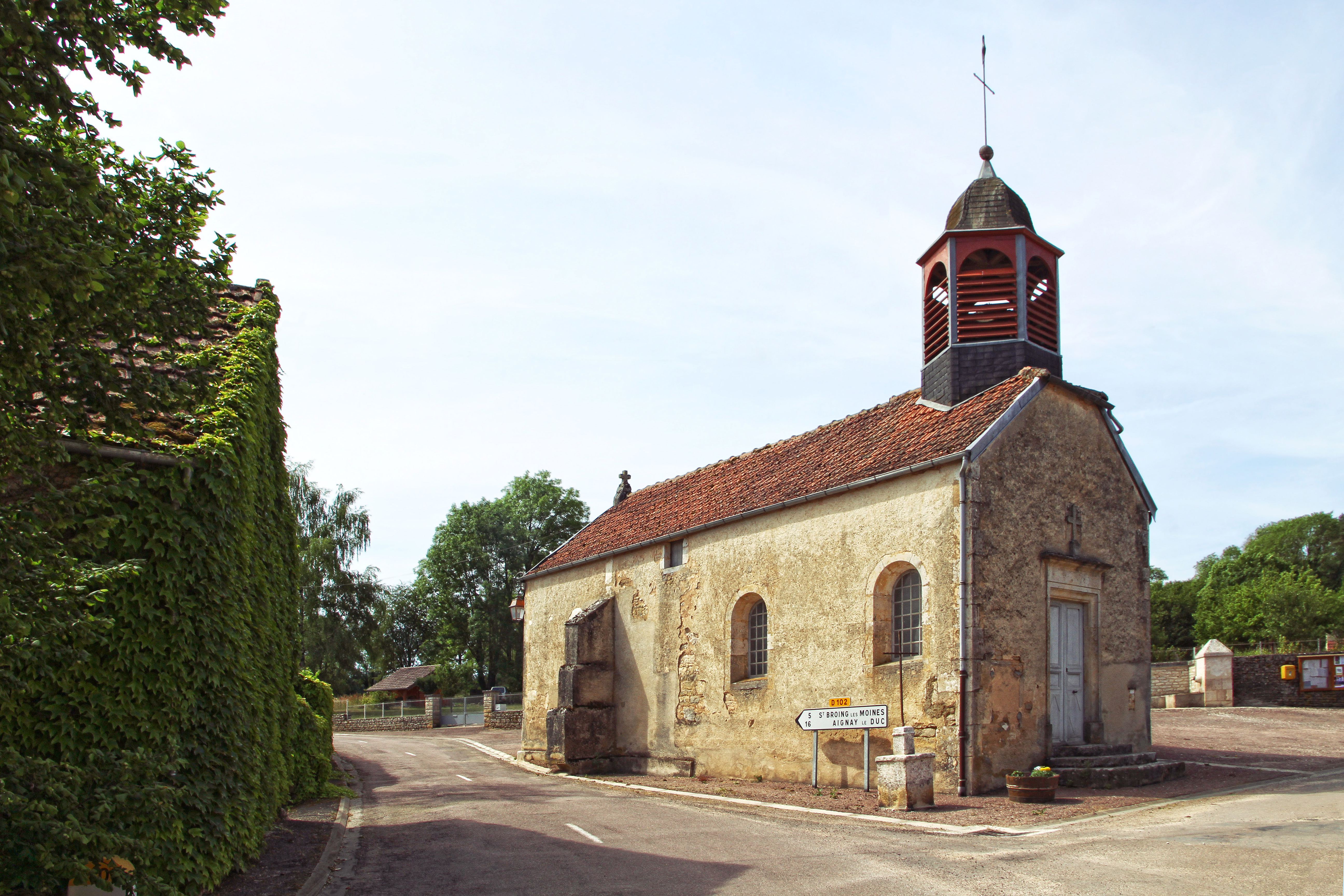
Kapelle Saint-Louis de la Forêt
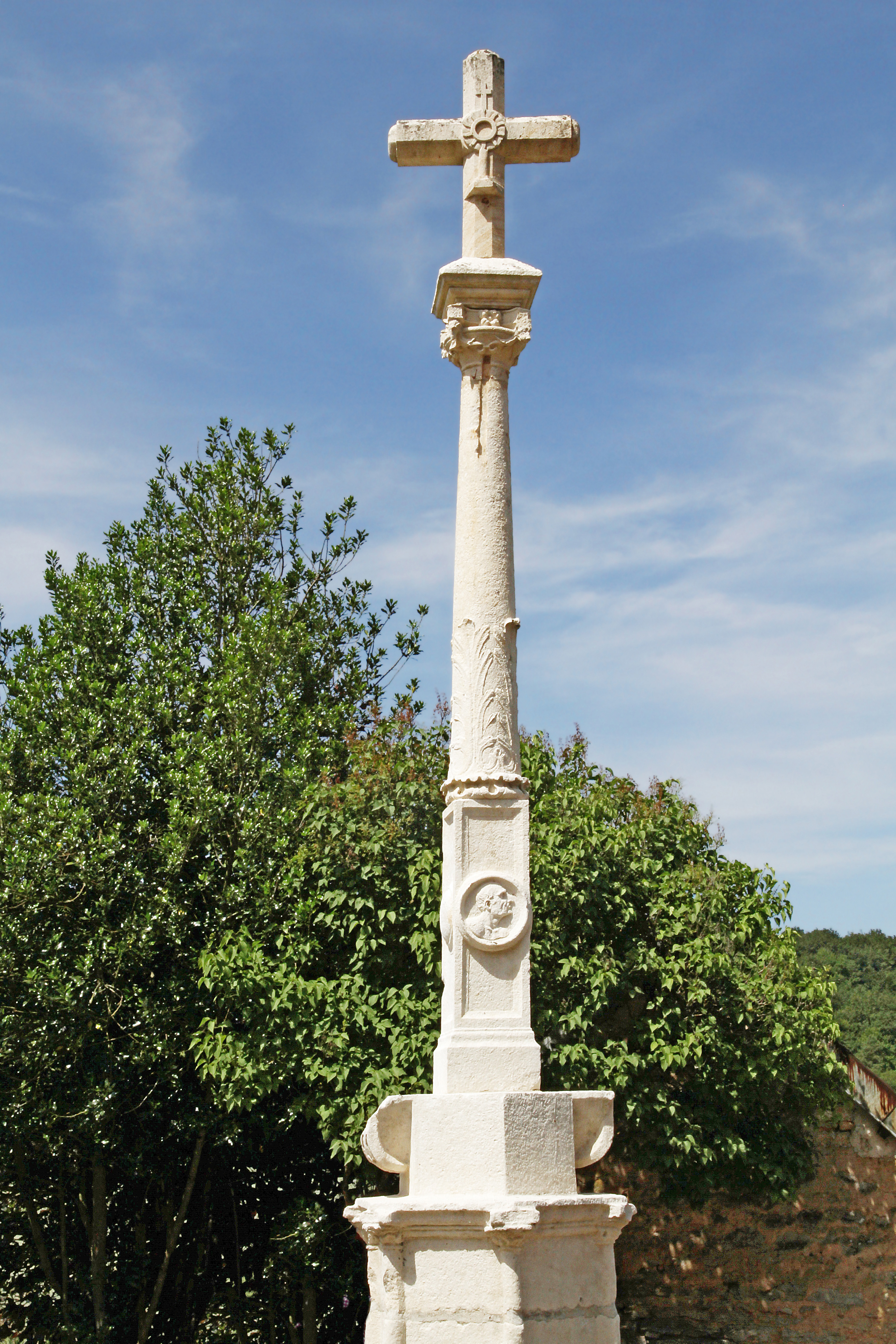
Romanisches Flurkreuz in Châtellenot, Monument historique seit 1926